# Tac/Scan
Tac/Scan es un juego de disparos y simulación espacial, lanzado originalmente en 1982 en máquinas recreativas, y después portado al Atari 2600. También está incluido como desbloqueable en el juego Sega Genesis Collection para PlayStation 2. Fue desarrollado por Sega Japón y publicado por Sega de América.
El juego es notable por su perspectiva 3D usando gráficos vectoriales (que cambia entre perspectiva aérea «Matamarcianos» y disparos en tercera persona 3D dando una sensación de profundidad), sus efectos sonoros y por sus elementos tácticos.

## Jugabilidad
Tac/Scan es un juego único en el que pone al jugador al comando de un escuadrón de naves espaciales, el cual controla qué recursos (las naves) usar a lo largo de este. El escuadrón se controla con un paddle, y un par de botones permiten disparar y agregar naves al escuadrón respectivamente.
El juego empieza con 7 naves en juego, más 4 naves de reserva. Estas naves se pueden perder recibiendo disparos o chocando con los enemigos o los túneles, las que se pueden recuperar usando las naves de reserva. Durante el juego, aparecerán más naves que se pueden "recoger" y ser incorporadas a las naves en juego. Además, al acumular un cierto número de puntos, se obtiene una nave de reserva ("vida" como en la mayoría de los juegos) adicional. Como dato importante, si al jugador le queda una sola nave en juego y la pierde, aunque tenga naves de reserva sin usar, el juego termina. Esto es diferente de otros juegos del género en el que las naves se van entregando de forma secuencial.
En la primera etapa, el jugador comanda el escuadrón de naves en contra de los enemigos atacando, pudiendo disparar contra ellos. La segunda etapa es idéntica a la primera, solo que toma una perspectiva 3D con sensación de profundidad, limitando la dirección de las naves. En la tercera etapa, el jugador debe controlar las naves a través de un túnel (o vórtex) espacial, evitando que choquen contra el borde del mismo. Al salir del túnel, el ciclo de juego se repite, variando la formación del escuadrón y aumentando gradualmente la dificultad.

## Interruptores DIP
Al igual que en la mayoría de las máquinas recreativas, Tac/Scan contaba con una serie de interruptores DIP que permitía modificar algunos parámetros del juego, entre ellas la dificultad, el número de naves de reserva inicial (2, 4, 6 u 8), la bonificación de nave de reserva (por cada 10.000, 20.000 o 30.000 pts), entre otros parámetros.